# Anthrenoides labratus
Anthrenoides labratus là một loài Hymenoptera trong họ Andrenidae. Loài này được Urban mô tả khoa học năm 2007.